# Swoboda (rejon kurganiński)
Swoboda (ros. Свобода) – chutor w Rosji, w Kraju Krasnodarskim, w rejonie kurganińskim. W 2010 liczyła 640 mieszkańców.